# Famagosta (métro de Milan)
Famagosta est une station de la ligne 2 du métro de Milan, située viale Famagosta à Milan.